# Елистон (Вирџинија)
Елистон (енгл. Elliston) насељено је место без административног статуса у америчкој савезној држави Вирџинија.

## Демографија
По попису из 2010. године број становника је 902.
| Група             | 2000.    | 2010.       |
| Белци             | 0 (0,0%) | 769 (85,3%) |
| Афроамериканци    | 0 (0,0%) | 34 (3,8%)   |
| Азијати           | 0 (0,0%) | 2 (0,2%)    |
| Хиспаноамериканци | 0 (0,0%) | 92 (10,2%)  |
| Укупно            | 0        | 902         |